# Aftershock: Earthquake in New York
Aftershock: Earthquake in New York is een Amerikaanse televisiefilm uit 1999 geregisseerd door Mikael Salomon. De hoofdrollen worden vertolkt door Tom Skerritt en Sharon Lawrence. De film is gebaseerd op het boek van Chuck Scarborough en gaat over de gevolgen van een aardbeving in New York.

## Rolverdeling
| Acteur             | Personage          |
| ------------------ | ------------------ |
| Tom Skerritt       | Dan Cusan          |
| Sharon Lawrence    | Dori Thorell       |
| Charles S. Dutton  | Bruce Lincoln      |
| Lisa Nicole Carson | Evie Lincoln       |
| Jennifer Garner    | Diane Agostini     |
| Rachel Ticotin     | Elizabeth Perez    |
| Fred Weller        | Nicholai Karvovsky |
| Erika Eleniak      | Jillian Parnell    |
| Mitch Ryan         | Frank Agostini     |
| Cicely Tyson       | Emily Lincoln      |

## Prijzen en nominaties
- 2000 - Young Artist Award
  - Genomineerd: Beste jonge acteur (Michal Suchánek)
- 2000 - YoungStar Award
  - Genomineerd: Beste jonge acteur (Michal Suchánek)
- 2000 - Emmy
  - Genomineerd: Beste speciale visuele effecten